# Adolf Zapp
Adolf Zapp (* 11. März 1869 in Hagen; † 7. September 1941 in Metzkausen) war ein deutscher Unternehmer.

## Leben
Adolf Zapp entstammte der bergischen Familie Zapp, die nachweisbar seit der ersten Hälfte des 17. Jahrhunderts Eisenbergbau und später auch Stahlfabrikation betrieb. Sein Großvater Gustav Adolf Zapp führte in der ersten Hälfte des 19. Jahrhunderts als einer der ersten deutschen Eisenfabrikanten im Stahlhammer Ründeroth das Puddelverfahren ein. Sein Vater war der Stahlgroßhändler Robert Zapp.
Nach dem Abitur am Gymnasium in Düsseldorf studierte er an den Technischen Hochschulen München und Berlin-Charlottenburg Maschinenbau und Hüttenwesen. In München wurde er 1891 Mitglied des Corps Franconia. 1895 trat in Düsseldorf in die Leitung des väterlichen Stahlhandels, die Firma Robert Zapp, ein und wurde 1896 deren Mitinhaber. 1887 hatte diese die Alleinverkaufsrechte des Kruppschen Werkzeugstahls und später die Alleinverkaufsrechte der Kruppschen Edelstähle erhalten. Zusammen mit seinen Brüdern Carl Zapp und Gustav Zapp entwickelte er das Unternehmen entscheidend weiter. 1931 besaß das Unternehmen mit Hauptsitz in Düsseldorf deutsche Niederlassungen in Berlin, Chemnitz, Erfurt, Frankfurt (Main), Gevelsberg, Halle (Saale), Mannheim, München, Nürnberg und Stuttgart und ausländische Tochtergesellschaften in Amsterdam, Lüttich, Mailand, Paris und Zürich.
Am Ersten Weltkrieg nahm Adolf Zapp als Rittmeister der Landwehr-Kavallerie teil.